# Diocese de Rawson
A Diocese de Rawson (latim: Dioecesis Rausonopolitanus) é uma diocese da Igreja Católica Romana localizada na cidade de Trelew, na província de Chubut, no sul da Argentina.

## História
A diocese foi criada pelo Papa Francisco em 19 de outubro de 2023, a partir de territórios da Diocese de Comodoro Rivadavia e fez de Roberto Álvarez seu primeiro bispo. É uma sede sufragânea da Arquidiocese de Bahía Blanca. Com a ereção desta diocese, cada província argentina agora tem uma diocese em sua capital política. A fundação desta diocese atraiu a atenção e o apoio de autoridades locais.</ref> The founding of this diocese has attracted attention and support from local officials.
A diocese foi formalmente criada e seu primeiro bispo instituído em uma missa em 17 de fevereiro de 2024. A cerimônia foi liderada pelo Núncio Apostólico na Argentina, Mirosław Adamczyk, e contou com a presença de muitos clérigos argentinos. Entre os celebrantes estavam o Arcebispo Carlos Azpiroz Costa, o Bispo Óscar Vicente Ojea Quintana e o Cardeal Ángel Sixto Rossi.
Em 2024, o bispo Roberto Álvarez descreveu a paisagem religiosa da Patagônia como território de missão. "A Igreja Patagônica é especial e muito diferente do resto da Argentina. Por exemplo, somos uma terra de evangelização, um país de missão. Esta região não tem raízes cristãs profundas".

## Prelados
|       | Nome                | Período | Notas |
| Bispo | Bispo               | Bispo   | Bispo |
| ----- | ------------------- | ------- | ----- |
| 1º    | Roberto Pio Álvarez | 2023-   | Atual |